# Susan Evance
Susan Evance (* um 1780; † nach 1808) war eine englische Dichterin der englischen Romantik.

## Werke
- Poems, selected from her earliest Productions to those of the present Year (1808).
- A Poem Occasioned by the Cessation of Public Mourning for her Royal Highness, the Princess Charlotte (1818).